# Агаханов, Хангельды Агаханович
Хангельды Агаханович Агаханов (28 января 1916 — 15 декабря 2000) — советский и туркменский кинорежиссёр. Заслуженный деятель искусств Туркменской ССР (1966).

## Биография
Работать в кино начал в 1934 году в качестве помощником режиссёра, учился в кинотехникуме при студии «Туркменфильм». С 1938 года работал как режиссёр дубляжа, затем как режиссёр-постановщик.
С 1938 года произвёл дубляж на туркменский язык более 1000 художественных и документальных фильмов. Участник Великой Отечественной войны.
В качестве режиссёра поставил художественные фильмы: «Хитрость старого Ашира» (1955; совм. с Р. Перельштейном) «Первый экзамен» (1959, совместно с Л. Сыровым), «Десять шагов к востоку» (1961, совместно с В. Заком), «Последняя дорога» (1963, к/м), «Петух» (1966, совместно с Н. Зелеранским). Снял документальный фильм «По Туркмении» (1961, совместно с Л. Черенцовым) и другие.
В 1963—1964 годах — Председатель правления Союза кинематографистов Туркменистана.

В 1967—1971 годах — Первый секретарь Союза кинематографистов Туркменистана.

В 1967—1991 годах — член коллегии Госкино Туркменистана. Заслуженный деятель искусств Туркменской ССР (1966).
Сын Назар — преподаватель МФТИ.